# 横浜商科大学高等学校
横浜商科大学高等学校（よこはましょうかだいがくこうとうがっこう）は、神奈川県横浜市旭区白根七丁目に所在する私立高等学校。略称は商大（しょうだい）。

## 概要
学校創設日は1941年4月17日であり、横浜商科大学（以下、商科大）より長い歴史を持つ高等学校となっている。この高校と商科大とは、お互いの設置者がそれぞれ異なる「姉妹校」とされている。しかし、商科大への特別指定校推薦枠は現在でも設けられており、基準点以上の者は選考は書類審査と面接のみで進学することが可能となっている。

## 沿革
（沿革節の主要な出典は公式サイト）
- 1940年 - 財団法人吉沢学園学校設置認可
- 1941年
  - 1月 - 現在の横浜商科大学つるみキャンパス所在地に横浜第一商業学校設立。
  - 4月 - 横浜第一商業学校開校
- 1951年 - 私立学校法に基づき学園組織を財団法人吉沢学園を学校法人吉沢学園に改組
- 1963年 - 普通科の生徒募集を開始。
- 1966年 - 校地を旭区白根町に移転する。
- 1975年 - 校名を横浜商科大学高等学校に改称。
- 1978年 - 法人の再編により、設置者が学校法人吉沢学園から学校法人横浜商科大学高等学校に移管する。
- 2001年 - 創立60周年記念として新校舎が完成した。
- 2003年 - 男女共学校となる。
- 2006年 - 卒業生が30000人を超える。
- 2008年 - 男子制服の色を黒から紺色に変更した。
- 2014年 - 松本良彦（1928-2015）が理事長職を退任し、松本一彦が就任した。

## 教育課程

### 普通科
普通科は「特進コース」,「進学コース」,「スポーツ選抜コース」の三者に分かれている。なお、スポーツ選抜コースを除くコースでは2年次で文系,理系の選択を行う。

#### 特進コース
「大学進学のための幅広い知識と学力を身につける」コースである。
平日で週あたり3,4日の7時限授業(全学年),隔週土曜日授業(1,2年),計10日の夏期講習(全学年),計5日の冬期講習(1,2年)を、該当する特進コースの生徒は全員参加し、難易度の高い大学入試に対応する能力を身につける。

#### 進学コース
「多様な進路に対応できるコース」としている。1学年では基礎学力と苦手科目の克服に力を入れている。2学年からは文系と理系に分かれて、希望進路にあった学習を進めていく。基本的には6時間授業で平日のみの授業だが、希望者等には7時間目授業や隔週土曜日での授業が行われている。成績や選考結果等によっては、特進コースへの編入は可能。

#### スポーツ選抜コース
「基礎学力の向上に重点を置き、科目をバランスよく履修できる」コースとしている。「このコースの全生徒が運動部に所属し、体育実技や理論などさまざまな角度からスポーツに取り組み、将来指導的役割を担う人材の育成にも努めている」としている。
また情報科目にも力を入れていることが特徴で、基本的な操作や情報分析力を身につけることを目標としている。

### 商業科
商業科は「国際観光コース」,「会計情報コース」の二者に分かれている。

#### 国際観光コース
観光業界で使われる基本的な英会話をはじめ、さまざまな分野を学ぶコースである。ホテルのマナーを身につけ、ホスピタリティ精神を養う。
このコースでは、横浜市内のホテルでのインターンシップ(3年次)や横浜商科大学観光マネジメント学科と提携した体系的な高大一貫教育を実施している。

#### 会計情報コース
会計系,情報系の授業をカリキュラムに組み込んでいる。
この会計系の授業では、帳簿をつける際の基礎となる仕訳の作業、決算報告のための書類作成,原価計算やパソコンを用いた会計を学習する。
情報系の授業では、表計算ソフトを用いた売上グラフの作成、画像を取り込んだビジネス文書の作成方法や、ビジネスに関するデータの整理や検索方法について学習する。

## 部活動

### 文化部
- 英語
- 軽音楽
- 児童文化研究
- 写真
- 珠算
- 書道
- 吹奏楽
- 青少年赤十字
- 陶芸
- 美術
- 和太鼓
- 音楽
- 手芸

### 運動部
- 弓道
- (男子/女子)剣道
- 水泳
- 卓球
- (男子/女子)テニス
- (男子/女子)バスケットボール
- バドミントン
- (男子/女子)バレーボール
- (男子/女子)ハンドボール
- フェンシング
- 陸上競技
- ゴルフ（男子）
- サッカー（男子）
- 野球（男子）
- ダンス（女子）

#### 野球部
- 監督：八木澤辰巳（やぎさわ たつみ、横浜高校－横浜商科大学出身）
- 責任教師：松江光彦（まつえ みつひこ、横浜商科大学高校ー日本体育大学出身）
- 全国大会出場回数　夏3回・春1回 夏4勝3敗 春0勝1敗
  - 1966年夏（第48回、ベスト8）・同年国体出場
  - 1989年春（第61回、1回戦敗退）
  - 1993年夏（第75回、ベスト16） 福田、米山の二枚看板で甲子園を決める
  - 2003年夏（第85回、1回戦敗退）エース給前信吾を擁し10年振り甲子園を決める

#### 男子バスケットボール部
- 全国大会出場回数　夏5回・冬5回
  - 2002年夏（1回戦敗退）
  - 2002年冬（ベスト16）
  - 2003年夏（ベスト16）　
  - 2003年冬（ベスト16）

### 過去に存在した部活
- 体操部…湘南工科大学附属高等学校の部活とライバル関係にあった[要出典]が、2010年春に廃部。
- ラグビー部…相模台工業高校とライバル関係にあった｡神奈川県では常にベスト4に入るほどの実力であった[要出典]。
- 柔道部
- ソフトテニス部
- 釣り部
- ワンダーフォーゲル部
- インターアクト部
- パソコン研究部
- 科学天文部

## その他
- 日本で初めてのインテリジェントビル校舎がある（1987年竣工）。[3][4]

## 著名な出身者
プロ野球選手
- 倉持明（元ロッテオリオンズ）
- 松本隆春（元横浜大洋ホエールズ）
- 木田勇（元日本ハムファイターズ）
- 斉藤秀光（元横浜ベイスターズ）
- 小森孝憲（元東京ヤクルトスワローズ・元同球団広報）
- 岩﨑達郎（元中日ドラゴンズ、元東北楽天ゴールデンイーグルス）
- 田澤純一（元ボストン・レッドソックス）
- 松井淳（元東京ヤクルトスワローズ）
- 松山傑（元横浜DeNAベイスターズ）
- 中村亘佑（元広島東洋カープ）
- 吉田賢吾（北海道日本ハムファイターズ）
- 渡部健人（中退）（埼玉西武ライオンズ）

サッカー選手
- 波立紀夫
- 岩本輝雄
- 竹元義幸
- 中居時夫
- 田中隼磨[注釈 1]
- 山瀬幸宏[注釈 1]

バスケットボール選手
- 福田幹也：1999年卒業
- 蒲谷正之（bjリーグ・横浜ビー・コルセアーズ所属）：2001年卒業
- 君塚大輔：2001年卒業
- 浅野崇史（NBL・つくばロボッツ所属）：2004年卒業
- 鈴木鉄夫（NBDL・アイシン・エィ・ダブリュ アレイオンズ安城所属）

その他スポーツ
- 松田知幸（射撃選手・北京五輪·ロンドン五輪·リオデジャネイロ五輪代表　神奈川県警察警部補）
- 冬木弘道（プロレスラー、故人）
- 金親和憲（大相撲、元十両、中退）

芸能
- 斉藤慶太（俳優）
- 斉藤祥太（俳優）
- 植村喜八郎（俳優）
- 宮田州（俳優）
- 中國卓郎（声優）
- 中嶋裕（元芸人・Rまにあ）
- 黒沢幸司（アナウンサー）
- 神品信市（映画プロデューサー）

その他
- 蛭田達也（漫画家・コータローまかりとおる!シリーズ）

## 交通
出典 : 
鉄道
- 相鉄本線西谷駅(SO-08)または鶴ヶ峰駅(SO-09) から徒歩17分。

路線バス
| 乗車駅                  | 系統                   | 下車停留所        | 運行事業者        |
| ----------------------- | ---------------------- | ----------------- | ----------------- |
| 相鉄本線西谷駅(SO-08)   | 218                    | 福寿荘前、徒歩2分 | ■横浜市営         |
| 相鉄本線鶴ヶ峰駅(SO-09) | 211                    | 福寿荘前、徒歩2分 | ■横浜市営         |
| 横浜線鴨居駅（JH-18）   | 119                    | 稲荷通、徒歩2分   | ■横浜市営 ■神奈中 |
| 相鉄本線横浜駅(SO-01)   | 62                     | 稲荷通、徒歩2分   | ■神奈中           |
| 相鉄本線鶴ヶ峰駅(SO-09) | 峰03                   | 稲荷通、徒歩2分   | ■神奈中           |
| 相鉄本線鶴ヶ峰駅(SO-09) | 旭10・旭11・旭12・旭15 | 代官前、徒歩10分  | ■相鉄             |